# Iker Muniain
Iker Muniain Goñi (n. 19 decembrie 1992) este un fotbalist spaniol care în prezent se află liber de contract. A jucat ultima dată la Athletic Bilbao în La Liga.

## Palmares

### Club
- UEFA Europa League

Finalist: 2011–12
- Copa del Rey

Finalist: 2011–12

### Națională
Spania U21
- Campionatul European Under-21: 2011, 2013

Spania U19
- Campionatul European Under-19

Finalist: 2010
Spania U17
- Campionatul Mondial U-17

Locul 3: 2009

### Individual
- La Liga Breakthrough Player of the Year: 2010–11

## Statistici

### Club
La 11 mai 2014.
| Club            | Sezon         | Campionat | Campionat | Cupă    | Cupă   | Europa  | Europa | Altele  | Altele | Total   | Total  |
| Club            | Sezon         | Meciuri   | Goluri    | Meciuri | Goluri | Meciuri | Goluri | Meciuri | Goluri | Meciuri | Goluri |
| --------------- | ------------- | --------- | --------- | ------- | ------ | ------- | ------ | ------- | ------ | ------- | ------ |
| Bilbao Athletic | 2008–09       | 13        | 1         | –       | –      | –       | –      | –       | –      | 13      | 1      |
| Bilbao Athletic | 2009–10       | 6         | 2         | –       | –      | –       | –      | –       | –      | 6       | 2      |
| Bilbao Athletic | Total         | 19        | 3         | –       | –      | –       | –      | –       | –      | 19      | 3      |
| Athletic Bilbao | 2009–10       | 26        | 4         | 0       | 0      | 9       | 2      | 0       | 0      | 35      | 6      |
| Athletic Bilbao | 2010–11       | 35        | 5         | 3       | 0      | –       | –      | –       | –      | 38      | 5      |
| Athletic Bilbao | 2011–12       | 33        | 2         | 9       | 2      | 16      | 5      | –       | –      | 58      | 9      |
| Athletic Bilbao | 2012–13       | 33        | 1         | 2       | 0      | 8       | 1      | –       | –      | 43      | 2      |
| Athletic Bilbao | 2013–14       | 34        | 7         | 4       | 2      | 0       | 0      | –       | –      | 38      | 9      |
| Athletic Bilbao | Total         | 161       | 19        | 18      | 4      | 33      | 8      | 0       | 0      | 212     | 31     |
| Total carieră   | Total carieră | 180       | 22        | 18      | 4      | 33      | 8      | 0       | 0      | 231     | 34     |

### Internațional
| Echipa | Sezon | Meciuri | Goluri |
| ------ | ----- | ------- | ------ |
| Spania | 2012  | 1       | 0      |
| Total  | Total | 1       | 0      |